# 57-й егерский полк
57-й егерский полк — полк легкой пехоты Русской императорской армии в 1813 — 1833 гг.

## Формирование полка
11 июля 1813 года из запасных батальонов Архангелогородского и Выборгского пехотных полков и резервного батальона Камчатского пехотного полка сформирован Бендерский пехотный полк. 4 ноября 1813 года переименован в 57-й егерский, 30 августа 1815 г. назван 46-м егерским. Упразднён 28 января 1833 г., его батальоны впоследствии пошли на формирование 1-го, 2-го, 6-го, 7-го и 8-го Финляндских линейных батальонов.